# Gmina Nordmaling
Gmina Nordmaling (szw. Nordmalings kommun) – gmina w Szwecji, w regionie Västerbotten, z siedzibą w Nordmaling.
Pod względem zaludnienia Nordmaling jest 248. gminą w Szwecji. Zamieszkuje ją 7511 osób, z czego 49,75% to kobiety (3737) i 50,25% to mężczyźni (3774). W gminie zameldowanych jest 101 cudzoziemców. Na każdy kilometr kwadratowy przypada 6,06 mieszkańca. Pod względem wielkości gmina zajmuje 77. miejsce.